# Kristinestads kyrka, Finland
Kristinestads kyrka finns i Kristinestad, Finland. Den planerades av arkitekt Johan Jacob Ahrenberg år 1897. Den är en långkyrka i syd-nordlig riktning. Kyrkan avslutas med ett torn i norr, där huvudingången ligger. Trots att kyrkan är en långkyrka har den ett kort tvärskepp som skapar en enkel korsform. Kyrkan kallas ibland också Nya kyrkan i motsats till Ulrika Eleonora kyrka.

## Tillkomst
Vid mitten av 1800-talet fann kristinestadsborna att en utvidgning av den gamla kyrkan inte skulle vara ändamålsenlig och man började att samla in medel för att bygga en ny kyrka. Vid slutet av seklet hade kyrkkassan vuxit tillräckligt för att man skulle inleda planeringen. En ritningstävling utlystes 1891 och man fick förslag av arkitekterna Stenbäck, Stenberg, Arenberg och Backmanson & Thesleff. Tävlingen förnyades och slutligen vann Jac Ahrenbergs förslag. 

## Stil
Kyrkan byggdes i nygotisk stil i rött tegel. Arkitekten har klart påverkats av kyrkobyggnader i Danmark och södra Östersjöprovinserna. Den är en rektangulär kyrksal med ett stort mittvalv och antydningar till två sidoskepp. Sidoskeppen skulle ursprungligen förses med läktare. Kyrkan har altaret i söder och huvudingången ligger i tornfoten i norr. Tornet omges av två små torn över sidoingångarna på den norra sidan. Absiden där altaret finns är kantigt avrundat enligt dansk förebild.

## Plats
Nästan ett helt kvarter i Söderstan hade brunnit år 1859 och de få hus som klarat branden revs eller flyttades till andra platser i staden. I de ursprungliga planerna skulle också husen i det kvarter som skilde kyrkan från havet rivas och en stor kyrkopark anläggas. Denna rivning förverkligades inte.

## Inventarier

### Altartavlan
Den tredelade altartavlan är målad av Lorens Gottman 1736. Överst ser man Kristi Himmelsfärd, på den mellersta stora tavlan Korsfästelsen och nederst finns Nattvarden avbildad. Den skulpterade altarramen inköptes i Stockholm 1746. Tavlan och ramen fanns tidigare i Ulrika Eleonora kyrka i staden.

### Orglar
Kyrkan försågs med en pneumatisk orgel från Walkers orgelbyggeri i Tyskland. Den ersattes 1979 med en 24-stämmig orgel byggd av Kangasala orgelfabrik 1979.

### Kyrkklockor
Kyrkklockorna är från år 1724, 1728 och 1735 och flyttade från Ulrika Eleonora kyrka.
Predikstolen är gjord av A. Lundberg, 1762.